# Анна Гуаль
Анна Гуаль (ісп. Anna Gual, 30 травня 1996) — іспанська ватерполістка.
Призерка Чемпіонату світу з водних видів спорту 2017 року.